# Remise 's-Gravenweg
De Remise 's-Gravenweg is sinds september 1980 een metroremise van de RET aan de Rotterdamse 's-Gravenweg. Het is een van de twee metroremises voor de Rotterdamse metro. De remise bevindt zich tussen de metrostations Capelsebrug en Kralingse Zoom.
Vanuit Remise 's-Gravenweg worden de lijnen A, B en C geëxploiteerd. Tegenover de remise en het emplacement is de centrale verkeersleiding (CVL) van het Rotterdamse openbaar vervoersgebied gevestigd. Van hieruit worden alle bussen, trams en metro's van de RET begeleid.